# 卡梅隆·布格斯
卡梅隆·布格斯（英語：Cameron Burgess；1995年10月21日—）是一位在蘇格蘭出生的澳大利亞足球運動員。在場上的位置是後衛。現效力於英冠俱乐部斯旺西城，曾被借用至蘇格蘭足球甲級聯賽球隊羅斯郡。他曾代表蘇格蘭U19國家隊參賽。澳洲國家足球隊成員。

## 外部連結
- 足球数据库：卡梅隆·布格斯的球员统计数据
- Fulham F.C. profile
- Soccerway資料庫：卡梅隆·布格斯